# Südostbayernbahn
Die Südostbayernbahn (SOB) ist ein RegioNetz der Deutschen Bahn AG, das seit dem Jahr 2003 den Linienstern Mühldorf umfasst. Es untersteht der DB RegioNetz Verkehrs GmbH und der DB RegioNetz Infrastruktur GmbH. Durch das Prinzip der RegioNetze soll der Eisenbahnbetrieb in der Fläche effizienter durchgeführt werden.

## Streckennetz
Das Streckennetz der Südostbayernbahn umfasst 407 km und 81 Stationen. Dieses wird werktäglich von 380 Zügen befahren.
Auf dem Netz der Südostbayernbahn wird überwiegend von DB Cargo und K-Rail (SETG) Güterverkehr durchgeführt, jedoch sind auch immer wieder andere Unternehmen im Bauzug- und Güterverkehr anzutreffen. Auf der Strecke Traunstein-Ruhpolding verkehrt seit Dezember 2022 die Bayerische Oberlandbahn unter der Marke Bayerische Regiobahn Berchtesgaden-Ruhpolding.
In den vergangenen Jahren hat die Südostbayernbahn erhebliche Investitionen in die Infrastruktur getätigt. Unter anderem wurde der Bau der neuen Innbrücke abgeschlossen, diverse Bahnhöfe ausgebaut und die Technik von Stellwerken und Bahnübergängen erneuert.
Folgende Strecken gehören zum Netz der Südostbayernbahn:
| Kursbuchstrecke       | Bezeichnung    | Relation                                                      | Infrastruktur                             | Verkehr             |
| --------------------- | -------------- | ------------------------------------------------------------- | ----------------------------------------- | ------------------- |
| 932                   | Gäubodenbahn   | Neufahrn (Ndby.)–Straubing–Bogen                              |                                           | X                   |
| 940                   |                | München–Mühldorf (Oberbay)                                    |                                           | X                   |
| 945                   |                | Mühldorf (Oberbay)–Neumarkt-St. Veit–Landshut (Bay)           | X                                         | X                   |
| ehemalige 427h        |                | Neumarkt-St. Veit–Frontenhausen-Marklkofen                    | stillgelegt (2010–2021 an RSE verpachtet) | –                   |
| 946                   | Rottalbahn     | Neumarkt-St. Veit–Passau                                      | X                                         | X                   |
| 941                   |                | Mühldorf (Oberbay)–Simbach (Inn)                              | X                                         | X                   |
| 942                   |                | Mühldorf (Oberbay)–Burghausen                                 | X                                         | X                   |
| 945                   |                | Mühldorf (Oberbay)–Garching (Alz)–Freilassing                 | X                                         | X                   |
| 951 (abschnittsweise) |                | Freilassing–Salzburg                                          |                                           | X                   |
| 947                   | Traun-Alz-Bahn | Mühldorf–Garching–Trostberg–Hörpolding–(Traunreut)–Traunstein | X                                         | X                   |
| 949                   |                | Traunreut–Hörpolding–Traunstein                               | X                                         | X                   |
| 959                   |                | Hufschlag Abzw–Waging                                         | X                                         | X                   |
| 953                   |                | Traunstein–Ruhpolding                                         | X                                         | BRB (seit Dez 2022) |
| 944                   |                | Rosenheim–Wasserburg (Inn)–Mühldorf (Oberbay)                 | X                                         | X                   |
| 948                   | Filzenexpress  | Wasserburg (Inn)–Ebersberg (Oberbay)–Grafing Bahnhof          | Von Wasserburg bis Ebersberg              | X                   |
| 951                   |                | Grafing Bahnhof–München Ost–München Hbf                       |                                           | X                   |
| 952                   | Chiemgaubahn   | Prien am Chiemsee–Aschau im Chiemgau                          |                                           | X                   |

## Verkehr und Fahrzeuge
Als Eisenbahnverkehrsunternehmen betreibt die Südostbayernbahn Züge im Schienenpersonennahverkehr (SPNV). Pro Jahr nutzen 9,5 Millionen Fahrgäste die Züge der Südostbayernbahn. Seit der Übernahme der Müllzugleistungen Richtung Frontenhausen-Marklkofen durch DB Cargo führt die Südostbayernbahn keinen Güterverkehr mehr durch.
Die Verkehrsleistungen werden ausschließlich mit Diesellokomotiven der Baureihen 218 und 245 sowie durch Dieseltriebwagen der Baureihe 628 erbracht. Als Personenwagen stehen Doppelstockwagen zur Verfügung. Der Fahrzeugpark wurde über die letzten Jahre stark modernisiert. Seit 2012 wurden 24 neue klimatisierte Doppelstockwagen angeschafft sowie ferner die älteren Doppelstockwagen modernisiert und klimatisiert. Dadurch wurden die n-Wagen sukzessive ersetzt. Seit 2014 werden die Diesellokomotiven der Baureihe 218 schrittweise durch Dieselloks der Baureihe 245 ersetzt. Der Kauf von acht Lokomotiven (245 008–015) dieser Baureihe war für die Südostbayernbahn die bisher größte Investition in ihrer Unternehmensgeschichte. Nach dem erfolgreichen Abschluss der Testfahrten wurde im Mai 2014 die erste der bestellten Lokomotiven offiziell ausgeliefert und der Öffentlichkeit präsentiert. Vorrangig werden sie vor langen Doppelstock-Zügen auf der Hauptverkehrsstrecke von München über Mühldorf nach Simbach (Inn) eingesetzt.
Von 2008 bis 2012 besaß die SOB auch einen Regio-Shuttle (650 997), der aus früheren Beständen der Kahlgrund Verkehrs-GmbH stammt und auf verschiedenen Strecken eingesetzt wurde. Mittlerweile wurde der Wagen wieder zurückgegeben.
Auf der Strecke Traunstein–Ruhpolding wurden Elektrotriebwagen der Baureihe 426, welche in München Steinhausen gewartet werden, eingesetzt, welche aber im November 2019 vom EBA außer Betrieb genommen wurden und durch VT628 ersetzt wurden. Am 5. Juni 2020 hat der erste 426 den Betrieb wieder aufgenommen, diese kamen noch bis zum 10. Dezember 2022 zum Einsatz. Ab dem Fahrplanwechsel hat die Bayerische Oberlandbahn den Verkehr auf der Strecke Traunstein–Ruhpolding übernommen und setzt seitdem dreiteilige Flirt-3-Züge ein.
Bis zum Fahrplanwechsel 2016/17 verschwanden die meisten n-Wagen aus dem Bestand der Südostbayernbahn aufgrund fehlender Einsatzmöglichkeiten. Ebenso wurden bis dahin die Dieseltriebwagen der Baureihe 628 umfangreich modernisiert, da sie noch bis zum Auslaufen des derzeitigen Vertrags im Jahr 2024 im Einsatz sein werden.
Von Januar 2019 bis November 2022 besaß die Südostbayernbahn vier Fahrzeuge der Baureihe 640, welche seit dem Fahrplanwechsel im Dezember 2019 auf den Strecken Traunstein–Traunreut(–Mühldorf), Traunstein–Waging im Mischbetrieb mit der Baureihe 628 eingesetzt wurden. Ende 2021 kamen noch 3 Fahrzeuge der Baureihe 640 in den Bestand dazu. Geplant war ab dem Fahrplanwechsel 2021 auch ein Einsatz der Baureihe auf der Strecke Mühldorf–Burghausen. Aufgrund fehlender Wartungszertifikate der Werkstatt Mühldorf kamen alle 7 Stück seit August 2022 nicht mehr zum Einsatz und wurden im November 2022 wieder abgegeben.
Zum Fahrplanwechsel 2019 bekam die Südostbayernbahn sechs Dieseltriebwagen der Baureihe 642, welche bei den ÖBB auf der Strecke Freilassing–Braunau eingesetzt werden. Diese gingen zum Jahr 2022 in den Bestand der Erzgebirgsbahn über.
Zum 1. Januar 2021 wurden die bisher selbständig innerhalb der Regionetz-Organisation der DB tätigen Einheiten Gäubodenbahn und Vertriebsservice Ostbayern ebenfalls der Südostbayernbahn zugeordnet.
Auf den Strecken der Südostbayernbahn wird das Südostbayern-Ticket angeboten. Es gilt einen Tag für bis zu fünf Personen.
Im Laufe des Jahres 2023 sollen Triebwagen der Baureihe 642 in den Fahrzeugbestand aufgenommen werden, mit welchen vorerst geplant ist, ab dem Fahrplanwechsel im Dezember 2023 das Flügelkonzept Traunstein–Traunreut durchzuführen.

### Ausschreibung der SPNV-Leistungen 2025–2038
Im SPNV ist die Südostbayernbahn unter Regie des landeseigenen Aufgabenträgers Bayerische Eisenbahngesellschaft (BEG) tätig. Der aktuelle Verkehrsvertrag hat eine Laufzeit von Dezember 2024 bis Dezember 2035.
Das Vergabeverfahren der BEG für den folgenden Zeitraum von Dezember 2024 bis Dezember 2035 mit Verlängerungsoptionen bis Ende 2038 sollte ursprünglich bereits 2020 starten und wurde schließlich im Februar 2021 aufgenommen. 2022 wurde das Verfahren jedoch neu gestartet.
Im ersten Ausschreibungsverfahren war ein Einsatz gebrauchter Triebwagen ab Baujahr 1998, auf den Strecken München–Mühldorf und Neufahrn–Straubing–Bogen ab Baujahr 1994, zugelassen. In der revidierten Fassung entfiel die Baujahresvorgabe, womit ein potentieller Einsatz der Triebwagen der Baureihe 628 bis mindestens 2035 erlaubt wurde. Am 28. März 2023 ist der bayerische Landtag jedoch der Beschlussempfehlung des Verkehrsausschusses vom 8. Februar 2023 gefolgt und hat beschlossen, dass die bayerische Staatsregierung im laufenden Vergabeverfahren eingreifen und der BEG folgendes auferlegen soll:
- schnellstmöglich durchgehender Einsatz von Zügen mit mindestens einem barrierefreien Zugteil (inklusive barrierefreiem Einstieg, barrierefreier Toilette und ausreichend großem Mehrzweckbereich im Fahrzeug) auf allen Linien des Knotens Mühldorf
- schnellstmöglich durchgehender Einsatz von Zügen mit Klimaanlage gemäß Norm DIN EN 14750-1
- Sicherstellung von grenzüberschreitender Mobilität durch den Einsatz von Schienenfahrzeugen, die auch im angrenzenden österreichischen Schienennetz bis Wels/Linz fahren dürfen

Zugrunde lag ein Antrag der Fraktionen CSU und Freie Wähler im Verkehrsausschuss, der auch durch intensives Werben des Kundenbeirats der Südostbayernbahn entstand. Dieser Antrag war im Verkehrsausschuss mit Zustimmung aller Fraktionen, mit Ausnahme der Grünen (enthalten), beschlossen worden. Mit Beschluss des Antrags durch das Plenum des bayerischen Landtags ist die Staatsregierung nun aufgefordert, entsprechende Maßnahmen zu ergreifen. Laut Südostbayernbahn wäre der bei Gewinn der Ausschreibung erforderliche Austausch aller Triebwagen bis Ende 2026 möglich. Ein vollständig barrierefreier Verkehr auf ausnahmslos allen Linien sei allerdings erst mit Inbetriebnahme der Wasserstofffahrzeuge machbar, etwa im Jahr 2028.
Am 28. September 2023 gab die Bayerische Eisenbahngesellschaft bekannt, dass die Südostbayernbahn weiter bis Dezember 2035 (mit Verlängerungsoption bis 2038) den Linienstern Mühldorf betreiben wird. In der Ankündigung war auch  zu lesen, dass bis 2028 alle Altfahrzeuge durch barrierefreie und klimatisierte Gebrauchtfahrzeuge der Baureihe 642 ersetzt werden. Lediglich auf der Linie nach Bogen wird aufgrund des baulichen Zustands der Donaubrücke bis zu deren Erneuerung weiter auf die Baureihe 628 gesetzt.
Im Jahr 2025 besitzt die SOB bereits 28 Fahrzeuge der Baureihe 642, von denen bisher 12 im Umlauf sind und 16 als Reserve vorgehalten werden bzw. sich noch im Umbau befinden. In den nächsten Jahren möchte die Geschäftsführung den Fuhrpark auf 35 Triebwagen aufstocken.

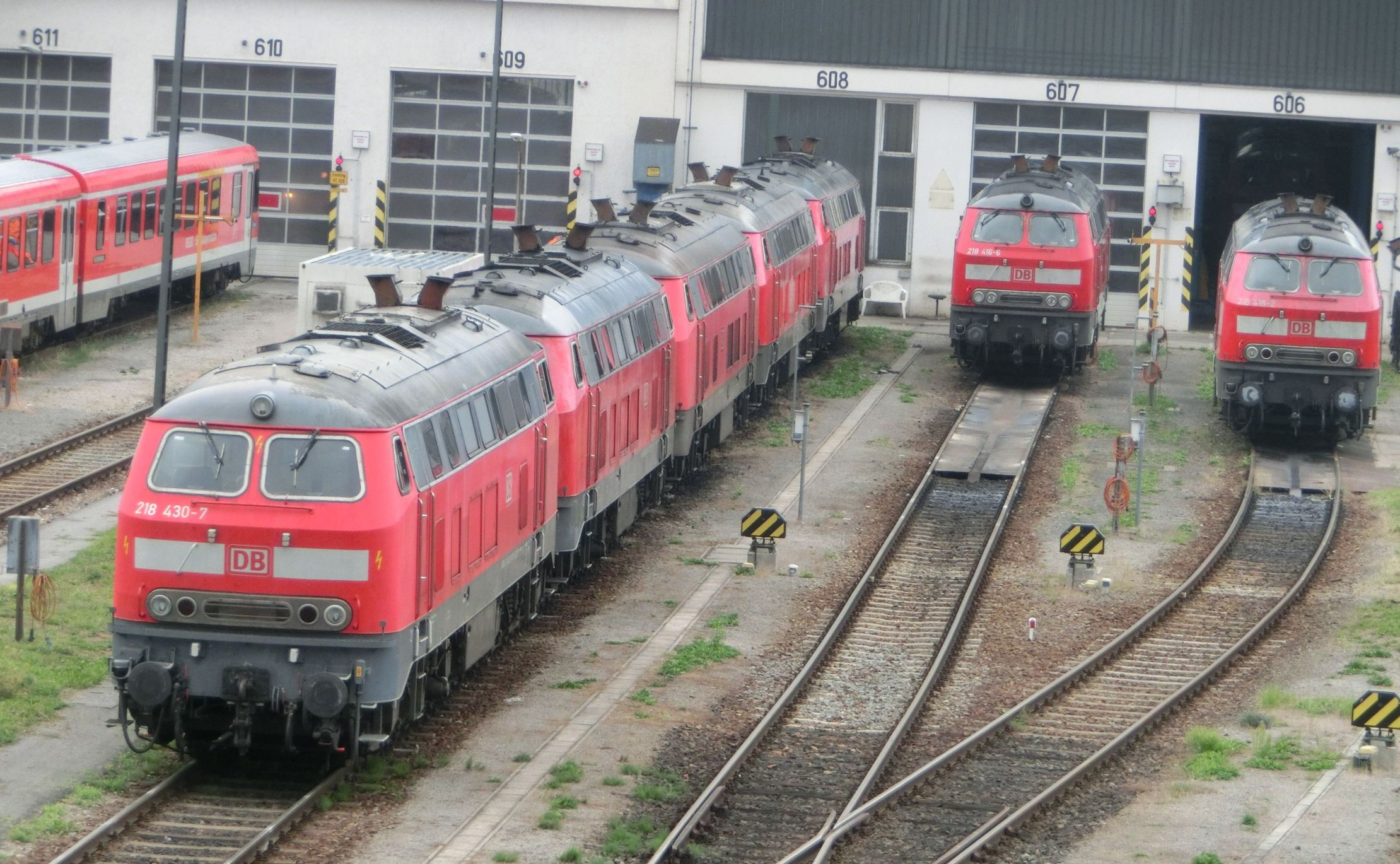
DB-Baureihe 218 in Mühldorf
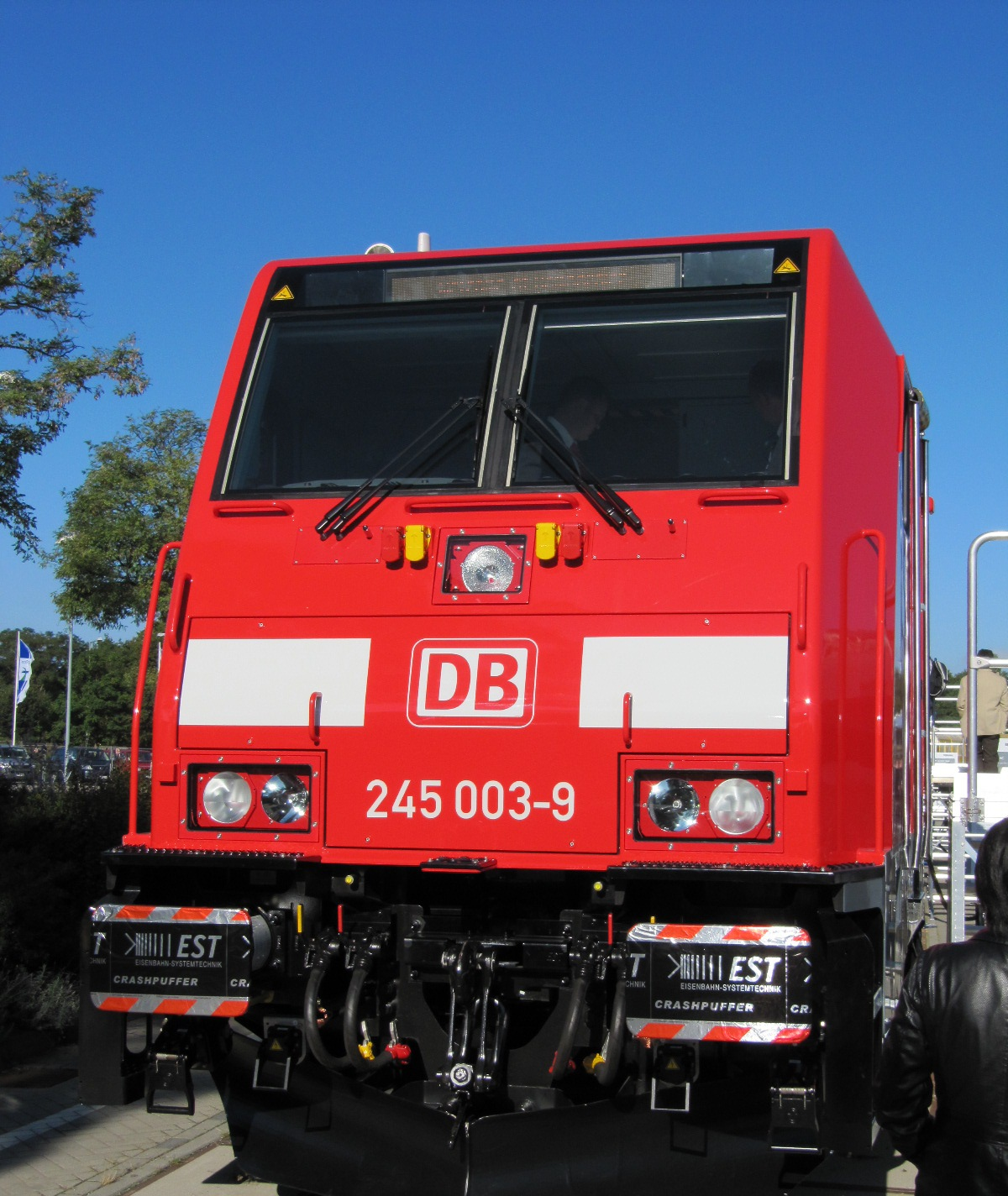
DB-Baureihe 245 der Südostbayernbahn auf der InnoTrans 2012
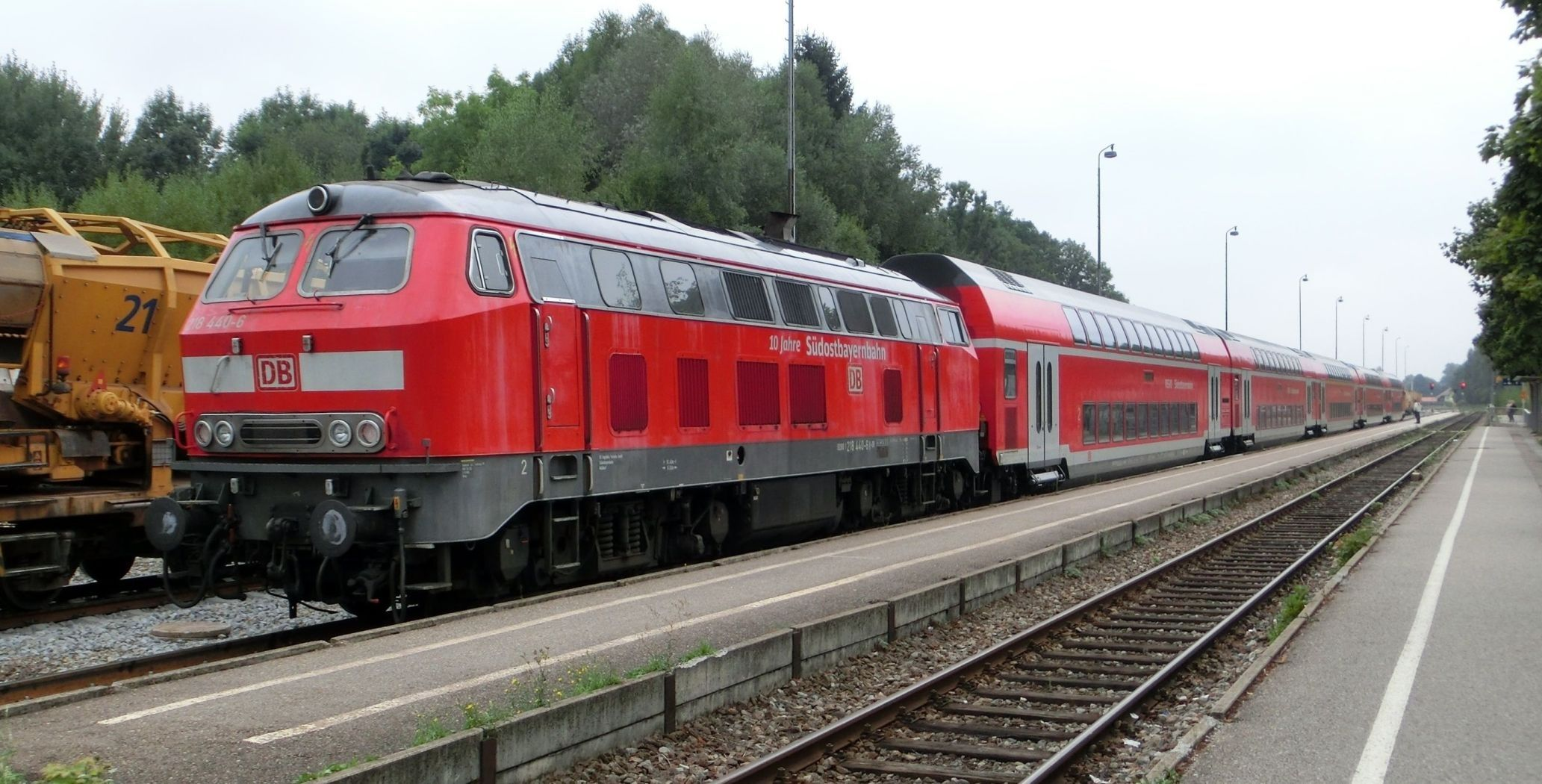
Doppelstockwagen hinter einer Lokomotive der Baureihe 218 in Dorfen
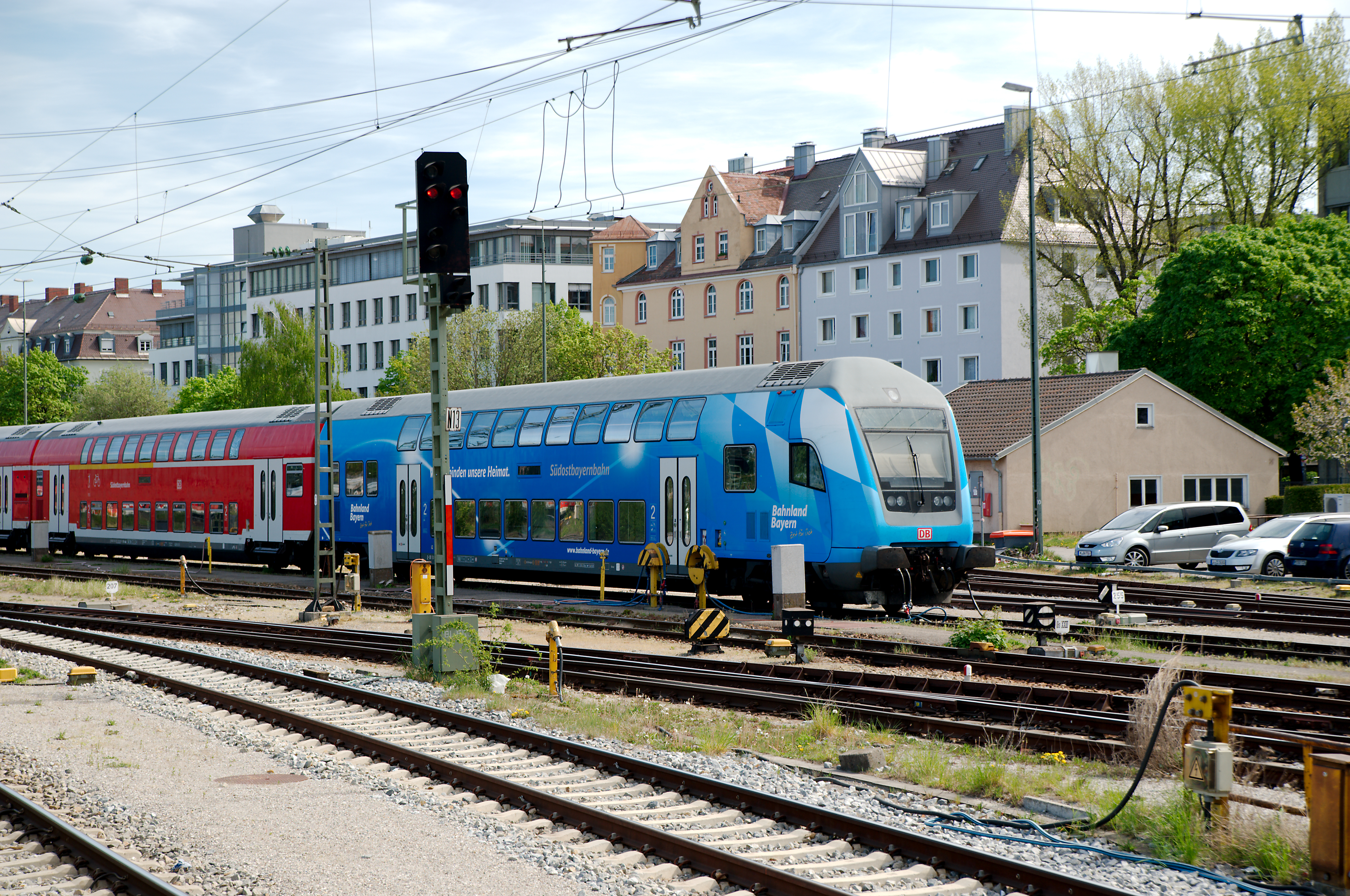
Steuerwagen im Bahnland Bayern-Design in der Abstellung am Ostbahnhof im April 2019
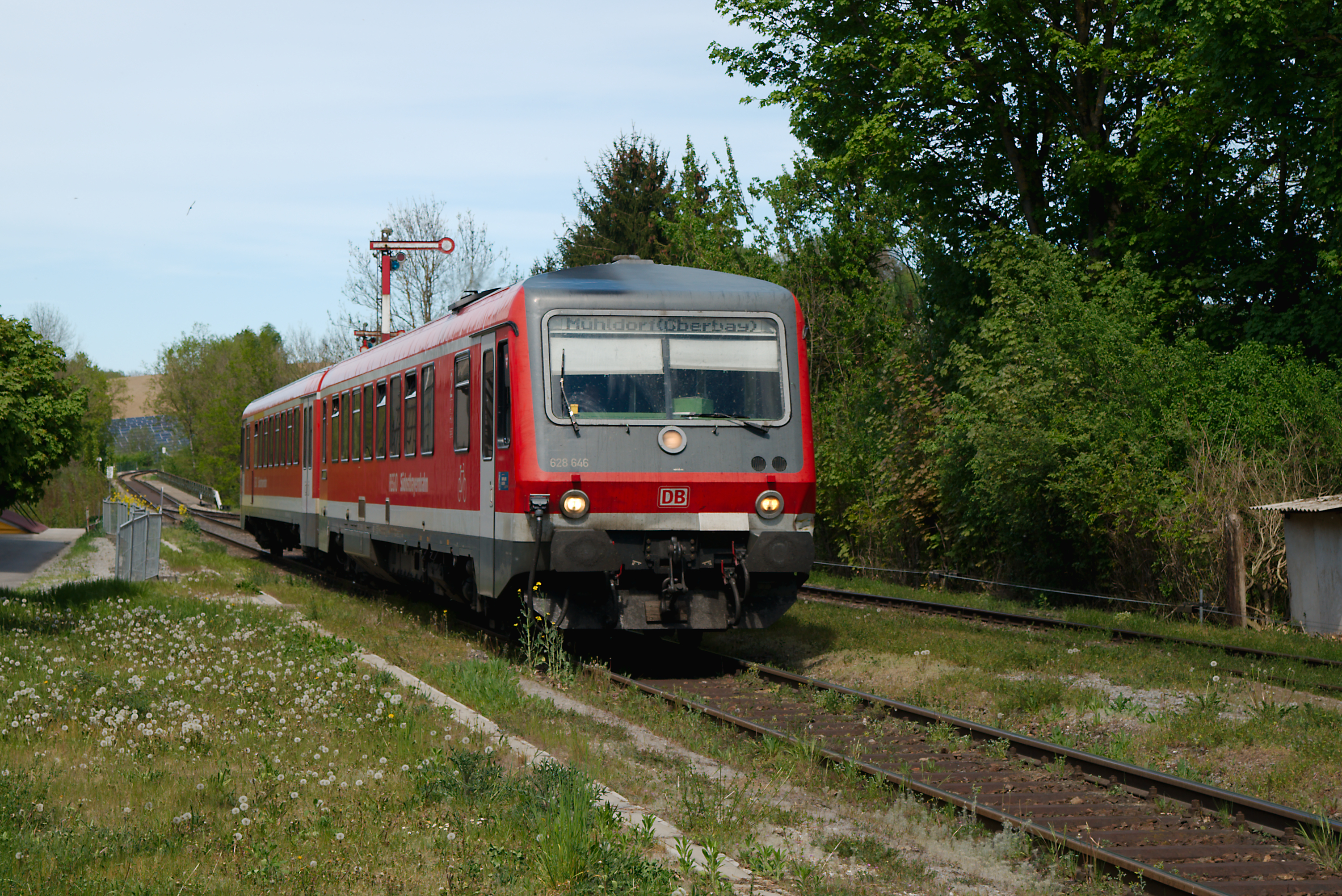
Dieseltriebzug der Baureihe 628 im Bahnhof Fürstenzell
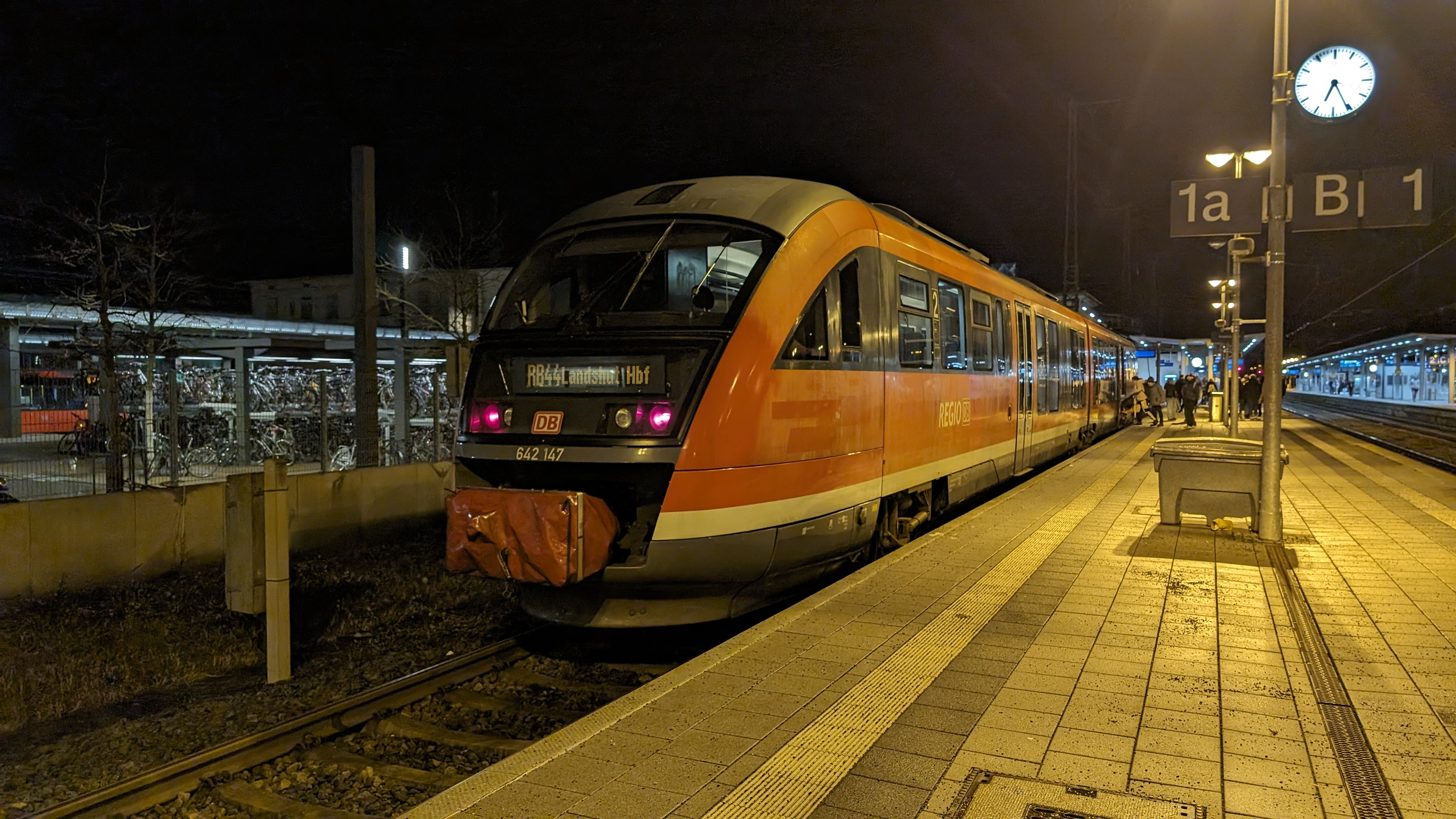
Ein Siemens Desiro Classic (642-147) der Südostbayernbahn im Bahnhof Rosenheim.

## Liste der Stationen
Folgende Bahnhöfe und Haltepunkte werden von der SOB betrieben:
| Ort                  | Strecken                                                                                  | IBNR     | Anmerkungen                  |
| -------------------- | ----------------------------------------------------------------------------------------- | -------- | ---------------------------- |
| Aich (Niederbay)     | Neumarkt-St. Veit–Landshut                                                                | 8000451  |                              |
| Altenmarkt (Alz)     | Garching–Traunstein                                                                       | 8000533  |                              |
| Altötting            | Tüßling–Burghausen                                                                        | 8000555  |                              |
| Anzenkirchen         | Neumarkt-St. Veit–Passau                                                                  | 8000590  |                              |
| Aschau im Chiemgau   | Prien–Aschau                                                                              | 8000621  |                              |
| Bad Birnbach         | Neumarkt-St. Veit–Passau                                                                  | 8000988  |                              |
| Bad Empfing          | Garching–Traunstein                                                                       | 8000700  | September 2016 aufgelassen   |
| Bad Höhenstadt       | Neumarkt-St. Veit–Passau                                                                  | 8000710  |                              |
| Bayerbach            | Neumarkt-St. Veit–Passau                                                                  | 8000828  |                              |
| Bibelöd              | Traunstein–Ruhpolding                                                                     | 8000946  | 2005 eröffnet                |
| Brandstätt           | Wasserburg–Ebersberg                                                                      | 8001128  | Dezember 2014 aufgelassen    |
| Burghausen (Oberbay) | Tüßling–Burghausen                                                                        | 8001284  |                              |
| Burgkirchen          | Tüßling–Burghausen                                                                        | 8001288  |                              |
| Edling               | Wasserburg–Ebersberg                                                                      | 8001669  |                              |
| Eggenfelden          | Neumarkt-St. Veit–Passau                                                                  | 8001677  |                              |
| Eggenfelden Mitte    | Neumarkt-St. Veit–Passau                                                                  | 8001676  | Dezember 2008 eröffnet       |
| Egglkofen            | Neumarkt-St. Veit–Landshut                                                                | 8001678  |                              |
| Eisenärzt            | Traunstein–Ruhpolding                                                                     | 8001725  |                              |
| Engertsham           | Neumarkt-St. Veit–Passau                                                                  | 8001792  |                              |
| Forsting             | Wasserburg–Ebersberg                                                                      | 8002028  |                              |
| Fridolfing           | Mühldorf–Freilassing                                                                      | 8002097  |                              |
| Fürstenzell          | Neumarkt-St. Veit–Passau                                                                  | 8002146  |                              |
| Garching (Alz)       | Mühldorf–Freilassing Garching–Traunstein                                                  | 8002184  |                              |
| Gars (Inn)           | Mühldorf–Rosenheim                                                                        | 8002189  |                              |
| Geisenhausen         | Neumarkt-St. Veit–Landshut                                                                | 8002211  |                              |
| Gern-Altenburg       | Neumarkt-St. Veit–Passau                                                                  | 8002246  | Dezember 2008 aufgelassen    |
| Gendorf              | Tüßling–Burghausen                                                                        | 8002234  |                              |
| Hebertsfelden        | Neumarkt-St. Veit–Passau                                                                  | 8002671  |                              |
| Heiligenstatt (Obb)  | Tüßling–Burghausen                                                                        | 8002703  | Dezember 2005 wiedereröffnet |
| Höpfling             | Traunstein–Ruhpolding                                                                     | 8002908  |                              |
| Hörpolding           | Garching–Traunstein Hörpolding–Traunreut                                                  | 8002914  |                              |
| Hufschlag            | Hufschlag Abzw–Waging                                                                     | 8003023  |                              |
| Jettenbach           | Mühldorf–Rosenheim                                                                        | 8003122  |                              |
| Julbach              | München–Simbach                                                                           | 8003136  | Juni 2004 wiedereröffnet     |
| Karpfham             | Neumarkt-St. Veit–Passau                                                                  | 8003191  |                              |
| Kastl (Oberbay)      | Tüßling–Burghausen                                                                        | 8003205  |                              |
| Kirchanschöring      | Mühldorf–Freilassing                                                                      | 8003263  |                              |
| Kirchhalling         | Hufschlag Abzw–Waging                                                                     | 8003275  | Dezember 2012 aufgelassen    |
| Kirchweidach         | Mühldorf–Freilassing                                                                      | 8084066  |                              |
| Landshut (Bay) Süd   | Neumarkt-St. Veit–Landshut                                                                | 8003514  |                              |
| Laufen (Oberbay)     | Mühldorf–Freilassing                                                                      | 8003584  |                              |
| Marktl               | München–Simbach                                                                           | 80093883 |                              |
| Massing              | Neumarkt-St. Veit–Passau                                                                  | 8003910  |                              |
| Matzing              | Garching–Traunstein                                                                       | 8003912  |                              |
| Mittergars           | Mühldorf–Rosenheim                                                                        | 8004046  | Dezember 2019 aufgelassen    |
| Mühldorf (Oberbay)   | München–Simbach Mühldorf–Frontenhausen-Marklkofen Mühldorf–Rosenheim Mühldorf–Freilassing | 8000258  |                              |
| Neukirchen (Inn)     | Neumarkt-St. Veit–Passau                                                                  | 8004298  |                              |
| Neumarkt-St. Veit    | Mühldorf–Frontenhausen-Marklkofen Neumarkt-St. Veit–Landshut Neumarkt-St. Veit–Passau     | 8000720  |                              |
| Neuötting            | München–Simbach                                                                           | 8004315  |                              |
| Neustift (b. Passau) | Neumarkt-St. Veit–Passau                                                                  | 8084074  |                              |
| Otting               | Hufschlag Abzw–Waging                                                                     | 8004730  |                              |
| Pfarrkirchen         | Neumarkt-St. Veit–Passau                                                                  | 8004786  |                              |
| Pocking              | Neumarkt-St. Veit–Passau                                                                  | 8004854  |                              |
| Prien am Chiemsee    | Prien–Aschau                                                                              | 8004885  |                              |
| Ramerberg            | Mühldorf–Rosenheim                                                                        | 8004928  |                              |
| Rohrbach (Oberbay)   | Mühldorf–Frontenhausen-Marklkofen                                                         | 8005145  |                              |
| Rott (Inn)           | Mühldorf–Rosenheim                                                                        | 8005194  |                              |
| Ruhpolding           | Traunstein–Ruhpolding                                                                     | 8005222  |                              |
| Ruhstorf             | Neumarkt-St. Veit–Passau                                                                  | 8005223  |                              |
| Schalchen            | Garching–Traunstein                                                                       | 8005312  |                              |
| Schechen             | Mühldorf–Rosenheim                                                                        | 8005327  |                              |
| Seiboldsdorf         | Traunstein–Ruhpolding                                                                     | 8005512  |                              |
| Siegsdorf            | Traunstein–Ruhpolding                                                                     | 8005559  |                              |
| Simbach (Inn)        | München–Simbach                                                                           | 8000072  |                              |
| Soyen                | Mühldorf–Rosenheim                                                                        | 8005614  |                              |
| Stein (Traun)        | Garching–Traunstein                                                                       | 8005687  |                              |
| Steinhöring          | Wasserburg–Ebersberg                                                                      | 8005709  |                              |
| Sulzbach (Inn)       | Neumarkt-St. Veit–Passau                                                                  | 8005793  |                              |
| Tacherting           | Garching–Traunstein                                                                       | 8005813  |                              |
| Tittmoning-Wiesmühl  | Mühldorf–Freilassing                                                                      | 8006422  |                              |
| Töging (Inn)         | München–Simbach                                                                           | 8005883  |                              |
| Traundorf            | Traunstein–Ruhpolding                                                                     | 8005893  |                              |
| Traunreut            | Hörpolding–Traunreut                                                                      | 8005894  |                              |
| Traunstein Klinikum  | Garching–Traunstein                                                                       | 8005873  | September 2016 eröffnet      |
| Trostberg            | Garching–Traunstein                                                                       | 8005912  |                              |
| Tulling              | Wasserburg–Ebersberg                                                                      | 8005924  |                              |
| Tüßling              | Mühldorf–Freilassing Tüßling–Burghausen                                                   | 8005923  |                              |
| Umrathshausen        | Prien–Aschau                                                                              | 8005961  |                              |
| Unteraschau          | Hufschlag Abzw–Waging                                                                     | 8005977  |                              |
| Urschalling          | Prien–Aschau                                                                              | 8006037  |                              |
| Vachendorf           | Prien–Aschau                                                                              | 8006717  |                              |
| Vilsbiburg           | Neumarkt-St. Veit–Landshut                                                                | 8006084  |                              |
| Waging               | Hufschlag Abzw–Waging                                                                     | 8006138  |                              |
| Waldkraiburg         | Mühldorf–Rosenheim                                                                        | 8006164  |                              |
| Wasserburg (Inn) Bf  | Mühldorf–Rosenheim Wasserburg–Ebersberg                                                   | 8006220  |                              |
| Weibhausen           | Hufschlag Abzw–Waging                                                                     | 8006255  |                              |
| Wiesmühl (Alz)       | Garching–Traunstein                                                                       | 8006423  |                              |